# Андрійчук Іван Гнатович
Іван Гнатович Андрійчу́к (13 березня 1919, Київ — 25 березня 1999, Київ) — український скульптор, член Спілки радянських художників України з 1958 року.

## Біографія
Народився 13 березня 1919 року в місті Києві (нині Україна). 1941 року закінчив Київський механічний технікум. Після його закінчення поєднував роботу в друкарні з навчанням на вечірньому відділенні Київської консерваторії. Спеціальної художньої освіти не мав, навчився всього у свого тестя Петра Верни.
Брав участь у німецько-радянській війні. Нагороджений медаллю «За бойові заслуги» (8 червня 1945), орденом Вітчизняної війни ІІ ступеня (6 квітня 1985).
Жив у Києві в будинку на бульварі Давидова, № 10, квартира № 25, потім в будинку на вулиці Ентузіастів, № 41, квартира № 52. Помер у Києві 25 березня 1999 року.

## Творчість
Працював у галузі станкової скульптури. Серед робіт:
скульптурні композиції
- «Мрії» (1958, гіпс);
- «Робітниця» (1963, вапняк);
- «Материнство» (1972, гіпс);

портрети
- Тараса Шевченка (1950);
- Петра Чайковського (1953; Кам'янський державний літературно-меморіальний музей О. С. Пушкіна та П. І. Чайковського);
- Петра Верни (1954);
- Богдана Хмельницького (1954);
- Льва Толстого (1955, мармур);
- арсенальця М. Піарка (1957);
- сільської вчительки С. В. Мазур (1957);
- робітниці трикотажної фабрики імені Рози Люксембург О. Яценко (1960);
- Миколи Гоголя (1963, у співавторстві з Анатолієм Шаталовим; Національний музей у Львові);
- Володимира Леніна (1964—1965);
- М. Кондратюка (1970, алюміній);
- хірурга-доцента А. П. Степаненка (1972, мармур).

Брав участь у всеукраїнських художніх виставках з 1951 року, всесоюзних з 1954 року, зокрема в:
- виставці образотворчого мистецтва УРСР присвяченій 300-річчю возз'єднання України з Росією в Києві у 1954 році;
- всесоюзній художній виставці в Москві у 1954 році;
- ювілейній зудожній виставці УРСР у Києві у 1957 році;
- 11-тій виставці образотворчого мистецтва УРСР в Києві у 1958 році;
- всесоюзній художній виставці «40 років ВЛКСМ» в Москві у 1958 році;
- республіканській художній виставці присвяченій 40-річчю ВЛКСМ у Києві у 1959 році;
- художній виставці «Радянська Україна» в Києві у 1960 році.

Роботи художника зберігаються у Національному музеї українського народного декоративного мистецтва у Києві, Національному музеї у Львові, Національному історико-етнографічному заповіднику «Переяслав».